# Platja de la Punta d'en Guineu
La platja de la Punta d'en Guineu, o caleta del Roc de Sant Gaietà, és una petita platja adossada al Roc de Sant Gaietà, del municipi de Roda de Berà (Tarragonès), limitada a la banda esquerra per les roques de l'espigó de l'embarcador del Roc de Sant Gaietà, i a la banda dreta, de manera natural, per roques, que la separen de la cala de la Torrota. Orientada al sud-sud-est, té una longitud de 140 metres i una amplada mitjana de 12 metres, formada per sorra fina i daurada, amb un pendent d'entrada a l'aigua suau. Disposa de senyalitzacions, socorrisme i salvament, accessibilitat per a persones amb mobilitat reduïda, que inclou assistència personal i cessió de cadires amfíbies, lloguer de gandules, dutxes, sanitaris portàtils, bar cafeteria i lloguer d'embarcacions sense motor (paddle surf i caiacs).
L'Agència Catalana de l'Aigua efectua un control setmanal de la qualitat de l'aigua, durant la temporada de bany, amb el resultat d'excel·lent.